# Наґай Кійофумі
Наґай Кійофумі  (яп. 永井 清史, ながい きよふみ, 18 травня 1983) — японський велогонщик, олімпійський медаліст.

## Виступи на Олімпіадах
| Олімпіада  | Дисципліна       | Місце |
| ---------- | ---------------- | ----- |
| Пекін 2008 | кейрін           | 3     |
| Пекін 2008 | командний спринт | 6     |